# Gandhi Jayanti
Gandhi Jayanti är en nationaldag som firas i Indien för att uppmärksamma Mahatma Gandhis födelsedag. 
Mahatma Gandhi föddes den 2 oktober 1869 och Gandhi Jayanti firas därför varje år den 2 oktober. Det är en av de tre officiellt deklarerade nationella helgdagarna i Indien och följs i alla indiska delstater och territorier. 
Förenta nationernas generalförsamling meddelade den 15 juni 2007 att man antagit en resolution som förklarade att den 2 oktober utsetts till internationella ickevåldsdagen.